# Aemocia balteata
Aemocia balteata är en skalbaggsart som beskrevs av Francis Polkinghorne Pascoe 1865. Aemocia balteata ingår i släktet Aemocia och familjen långhorningar. Inga underarter finns listade i Catalogue of Life.